# Ютрошев
Ютрошев (пол. Jutroszew) — село в Польщі, у гміні Тушин Лодзький-Східного повіту Лодзинського воєводства.
Населення — 250 осіб (2011).

## Демографія
Демографічна структура станом на 31 березня 2011 року:
|          | Загалом | Допрацездатний вік | Працездатний вік | Постпрацездатний вік |
| -------- | ------- | ------------------ | ---------------- | -------------------- |
| Чоловіки | 121     | 21                 | 84               | 16                   |
| Жінки    | 129     | 26                 | 70               | 33                   |
| Разом    | 250     | 47                 | 154              | 49                   |